# فرانسوا بلانشي
فرانسوا بلانشي (بالفرنسية: Jean-François Blanchy)‏ مواليد 12 ديسمبر 1886 في بوردو - الوفاة 2 أكتوبر 1960 في فرنسا، كان لاعب كرة مضرب فرنسي. سبق أن شارك في دورة الألعاب الأولمبية الصيفية.

## النهائيات

### الفردي: 2 (1–1)
| الحصيلة | السنة | البطولة                  | الأرضية | المنافس في النهائي | النتيجة في النهائي |
| الوصافة | 1910  | دورة رولان غاروس الدولية | عشبية   | موريس جيرموت       | –                  |
| الفوز   | 1923  | دورة رولان غاروس الدولية | ترابية  | ماكس ديكوجيس       | 1–6, 6–2, 6–0, 6–2 |

## روابط خارجية
- فرانسوا بلانشي على موقع الاتحاد الدولي لكرة المضرب (الإنجليزية)
- فرانسوا بلانشي على موقع كأس ديفيز (الإنجليزية)
- فرانسوا بلانشي على موقع خلاصة التنس.كوم (الإنجليزية)
- فرانسوا بلانشي على موقع اللجنة الأولمبية الدولية (الإنجليزية)
- فرانسوا بلانشي على موقع أوليمبيديا (الإنجليزية)